# Kinzie Kenner
Kinzie Kenner (Los Ángeles, California; 22 de julio de 1984) es una actriz pornográfica retirada estadounidense.

## Biografía
Kinzie vive en el área de Phoenix, Arizona y viaja hasta California para realizar sus actuaciones en la industria pornográfica. En el año 2005 se sometió a una cirugía de aumento de pecho para pasar a una talla D.
Inició su carrera como modelo de Internet, para luego dar el salto a las películas pornográficas, donde ha aparecido en más de 100 películas. Se caracteriza por sus escenas anales y de sumisión. Fue nominada para los Premios AVN del año 2006 en la categoría de mejor escena en pareja.
Kinzie apareció en el videoclip "Who's Your Daddy?", del rapero Necro.

## Premios
- 2006 Premio XRCO en la categoría Cream Dream[4]

## Filmografía
2003:
- Amateur Angels 12
- Asseaters Unanimous
- Brand New 2
- Campus Confessions 6
- Cum Dumpsters 4
- Hellcats
- Hook-ups 3
- Intensities in 10 Cities
- Lingerie 2
- Oral Adventures of Craven Moorehead 19
- Pussy Foot'n 6
- Three Timin
- Who's Your Daddy 2
- Young as They Cum 12

2004:
- Barely Legal Corrupted
- Blow Me Sandwich 6
- More Dirty Debutantes 289
- Naughty Naturals 3
- Sex with Young Girls 7
- Teanna Kai's Club House
- Who's Your Daddy 6
- Young Guns
- Young Natural Breasts 7

2005:
- Barefoot Confidential 38
- Barely 18 23
- Barely Legal Innocence 3
- Big Wet Asses 7
- Camp Cuddly Pines Power Tool Massacre
- College Guide How to Get More Pussy
- Cumfixation 1
- Cytherea Iz Squirtwoman 3
- De-Briefed 1
- Face Blasters 3
- F-ing Teens
- Fuckeroos
- Gangbang Auditions 17
- Girls Hunting Girls 3
- Glazed and Confused 6
- Harlot
- Helen Wheels
- Her First Lesbian Sex 4
- Hook-ups 9
- Innocence Wet
- Jack's Teen America 6
- Lil Red Ridin Slut
- Mouth 2 Mouth 4
- No Cocks Allowed 1
- Not Too Young For Cum 3
- Old Fat Fucks Filthy Young Sluts
- Supersquirt 2
- Swallow My Squirt 2
- Sweet Tarts 2
- Teen Power 12
- Teen Sensations 12
- Teeny Bopper Club
- Tight & Fresh
- Tight Wads
- Unfaithful Secrets
- Wet Young Pussies
- When Strangers Meet
- Young & Nasty 2
- Young Girls' Fantasies 9

2006:
- 18 Xtra 3
- Anal Expedition 9
- Ass Addiction
- Ass Whores from Planet Squirt 2
- Asstravaganza 2
- Barefoot Maniacs 3
- Casey Parker is the Girl Next Door
- College Guide to Threesomes
- Cum Buckets 6
- Cumstains 7
- Deep Indulgence
- Destination Dirtpipe 2
- Dirty Little Secrets
- Faith's Fantasies
- For Love, Money or a Green Card
- Game (II)
- Girl in a Box
- Girl Power
- Girls Night Out 3
- Greatest Squirters Ever
- Hard Candy 2
- Illicit Affairs
- In the Family
- Incredible Expandin Vagina
- Island Fever 4
- Jack's Big Tit Show 3
- Jack's My First Porn 7
- Jack's POV 3 y 5
- Lascivious Liaisons
- Lord of the Squirt
- Mad at Daddy 3
- My Sister's Hot Friend 6
- No Cocks Allowed 2
- Not Too Young for Cum 4
- Oral Consumption 8
- Pegging 101
- Pretty Little Cum Catchers
- Pure Sextacy
- Sapphic Liaisons 3
- Sex Therapy 2
- Shane's World 38: House Party
- Share My Cock 4
- Slut Diaries
- Storm Squirters
- Strap Attack 5
- Studio 69
- Young Girls with Big Tits 7
- Younger the Better

2007:
- Addicted to Niko
- Best of Gangbang Auditions
- Big Wet Asses 12
- Brunettes do it Better
- Girls Huntin Girls 11
- Icon
- Jack's My First Porn 8
- Meet the Twins 6
- North Pole 64
- Pigtails & Big Tits
- Pump My Ass Full of Cum
- Pussy Lickers Paradise
- Pussy Lickin Lesbians
- Rockin' Roxy
- Saturday Night Beaver
- Team Squirt
- Teenstravaganza 2

2008:
- Big Tits at Work
- I Love Penny
- Slutty & Sluttier 5
- Teen Cuisine Too

2009:
- Barely Legal 99
- Blown Away 2
- Long Shlongs 2
- Monster Dicks for Young Chicks

2011:
- 10 Dirty Ho's
- Sex Ed

2012:
- It's a Crazy Teen Gang Bang